# 風藤棒粉蝨
風藤棒粉蝨（学名：Aleuroclava piperis）为粉蝨科棒粉蝨屬下的一个种。